# Tokiwa Satoshi
Satoshi Tokiwa (sinh ngày 14 tháng 5 năm 1987) là một cầu thủ bóng đá người Nhật Bản.

## Sự nghiệp câu lạc bộ
Satoshi Tokiwa đã từng chơi cho Mito HollyHock, Giravanz Kitakyushu, Tokyo Verdy, Roasso Kumamoto và Thespakusatsu Gunma.